# Jacques de Noyon
Jacques de Noyon (Trois-Rivières, Nueva Francia (hoy Quebec), 12 de febrero de 1668 – Boucherville, 12 de mayo de 1745) fue un explorador y coureur des bois franco-canadiense, recordado por haber sido el primer occidental en visitar la región de las Boundary Waters, localizada al oeste del lago Superior.

## Biografía
Jacques de Noyon, nació el 12 de febrero de 1668, en Trois-Rivières, Nueva Francia y su familia se mudó a Boucherville no mucho después.
En 1688, de Noyon y otras tres personas viajaron desde el área de Montreal a Fort Caministigoyan, un primitivo fuerte construido en 1684/85 por Daniel Greysolon, sieur du Lhut en la desembocadura del río del mismo nombre en el lago Superior, localizado en la actual Thunder Bay, Ontario. Desde allí viajaron por tierra por el valle del río Kaministiquia. Su grupo siguió la ruta indígena en canoa sobre la divisoria Laurentiana, más allá de la actual ciudad de Atikokan, Ontario, a través de lo que ahora es el parque provincial Quetico y el parque nacional Voyageurs, en Minnesota. Construyó un fuerte, establecieron relaciones con los nativos assiniboine y pasó el invierno en la costa del lago Rainy. Hay algunas dudas sobre si de Noyon, de hecho, llegó hasta el lago de los Bosques o no. El verano siguiente de Noyon regresó al lago Superior, tal vez a lo largo de lo que hoy es la frontera entre Estados Unidos y Canadá, una zona que comprende el parque provincial Quetico, el Área natural silvestre de Boundary Waters Canoe (Boundary Waters Canoe Area Wilderness), el parque provincial La Vérendrye y el Monumento Nacional Grand Portage.
La animosidad franco-británica impidió a los europeos regresar a la zona al oeste del lago Superior un buen número de años. En la década de 1730, La Vérendrye visitó nuevamente esa región de Boundary Waters, quizás ayudándose de los conocimientos adquiridos por de Noyon en sus viajes de hacia más de 40 años. La región se convertiría en una parte importante del comercio de pieles de América del Norte, conectando los Grandes Lagos con el lejano noroeste interior de Manitoba, Saskatchewan y más allá.
Jacques de Noyon siguió viajando a lo largo de la Nueva Francia y Nueva Inglaterra como comerciante y coureur des bois. Se casó en 1704 con Abigail Stebbins en Deerfield. Aún permanecía allí cuando los franceses y los indios hicieron el raid de Deerfield. Después fue llevado de vuelta a Canadá con su esposa. Arruinado, se convirtió en soldado de Fort Pontchartrain du Détroit, terminando de sargento. Murió el 12 de mayo de 1745 en Boucherville.